# Cerataphis bambusifoliae
Cerataphis bambusifoliae är en insektsart som beskrevs av Takahashi, R. 1925. Cerataphis bambusifoliae ingår i släktet Cerataphis och familjen långrörsbladlöss. Inga underarter finns listade i Catalogue of Life.